# Kimblaeus bassensis
Kimblaeus bassensis és una espècie de peix de la família dels singnàtids i de l'ordre dels singnatiformes.

## Morfologia
- Els mascles poden assolir 16 cm de longitud total.[1][2]

## Hàbitat
És un peix marí de clima temperat que viu entre 58-74 m de fondària.

## Distribució geogràfica
Es troba a Austràlia: Estret de Bass i Mar de Tasmània.